# Melih Özdil
Melih Özdil (The Melih) (ur.  1948) – turecki brydżysta, World International Master (WBF), European Master (EBL).
Melih Özdil opublikował 6 książek.

## Wyniki brydżowe

### Olimpiady
Na olimpiadach uzyskał następujące rezultaty:
| Olimpiady brydżowe. Zawody teamów | Olimpiady brydżowe. Zawody teamów | Olimpiady brydżowe. Zawody teamów | Olimpiady brydżowe. Zawody teamów | Olimpiady brydżowe. Zawody teamów | Olimpiady brydżowe. Zawody teamów |
| Rok                               | Miejsce                           | Zawody                            | Kategoria                         | Drużyna                           | Pozycja                           |
| --------------------------------- | --------------------------------- | --------------------------------- | --------------------------------- | --------------------------------- | --------------------------------- |
| 1992                              | Salsomaggiore                     | 9. Olimpiada Teamów               | Open                              | Turkey                            | 9                                 |
| 1988                              | Wenecja                           | 8. Olimpiada Teamów               | Open                              | Turkey                            | 25                                |
| 1980                              | Valkenburg                        | 6. Olimpiada Teamów               | Open                              | Turkey                            | 13                                |

### Zawody światowe
W światowych zawodach zdobył następujące lokaty:
| Mistrzostwa Świata. Konkurencja teamów | Mistrzostwa Świata. Konkurencja teamów | Mistrzostwa Świata. Konkurencja teamów                | Mistrzostwa Świata. Konkurencja teamów | Mistrzostwa Świata. Konkurencja teamów | Mistrzostwa Świata. Konkurencja teamów |
| Rok                                    | Miejsce                                | Zawody                                                | Kategoria                              | Drużyna                                | Pozycja                                |
| -------------------------------------- | -------------------------------------- | ----------------------------------------------------- | -------------------------------------- | -------------------------------------- | -------------------------------------- |
| 2010                                   | Filadelfia                             | 13. Seria Mistrzostw Świata                           | Miksty                                 | Cushing                                | 25                                     |
| 2010                                   | Filadelfia                             | 13. Seria Mistrzostw Świata                           | Seniorzy                               | Lynch                                  | 11                                     |
| 2006                                   | Werona                                 | 12. Mistrzostwa Świata                                | Open                                   | Yadlin                                 | 3                                      |
| 2004                                   | Stambuł                                | 3. Transnarodowe Mistrzostwa Świata Teamów Mikstowych | Miksty                                 | Eti                                    | 11                                     |
| 1998                                   | Lille                                  | 10. Mistrzostwa Świata                                | Open                                   | Yurekli                                | 145                                    |
| 1994                                   | Albuquerque                            | 9. Mistrzostwa Świata                                 | Open                                   | Tinaz                                  | 33                                     |
| 1982                                   | Biarritz                               | 6. Mistrzostwa Świata                                 | Open                                   | Akca                                   | 45                                     |

| Mistrzostwa Świata. Konkurencja par | Mistrzostwa Świata. Konkurencja par | Mistrzostwa Świata. Konkurencja par | Mistrzostwa Świata. Konkurencja par | Mistrzostwa Świata. Konkurencja par | Mistrzostwa Świata. Konkurencja par |
| Rok                                 | Miejsce                             | Zawody                              | Kategoria                           | Partner                             | Pozycja                             |
| ----------------------------------- | ----------------------------------- | ----------------------------------- | ----------------------------------- | ----------------------------------- | ----------------------------------- |
| 2010                                | Filadelfia                          | 13. Mistrzostwa Świata              | Miksty                              | Justine Cushing                     | 224                                 |
| 2006                                | Werona                              | 12. Mistrzostwa Świata              | Open                                | Eldad Ginnosar                      | 17                                  |
| 2006                                | Werona                              | 12. Mistrzostwa Świata              | Miksty                              | Zuhal Ak                            | 64                                  |
| 1998                                | Lille                               | 10. Mistrzostwa Świata              | Open                                | Jerzy Zaremba                       | 9                                   |
| 1998                                | Lille                               | 10. Mistrzostwa Świata              | Miksty                              | Migry Albu                          | 160                                 |

### Zawody europejskie
W europejskich zawodach zdobył następujące lokaty:
| Zawody europejskie. Konkurencja teamów | Zawody europejskie. Konkurencja teamów | Zawody europejskie. Konkurencja teamów | Zawody europejskie. Konkurencja teamów | Zawody europejskie. Konkurencja teamów | Zawody europejskie. Konkurencja teamów |
| Rok                                    | Miejsce                                | Zawody                                 | Kategoria                              | Drużyna                                | Pozycja                                |
| -------------------------------------- | -------------------------------------- | -------------------------------------- | -------------------------------------- | -------------------------------------- | -------------------------------------- |
| 2005                                   | Teneryfa                               | 2. Otwarte Mistrzostwa Europy          | Open                                   | Ozdil                                  | 3                                      |
| 2003                                   | Mentona                                | 1. Otwarte Mistrzostwa Europy          | Miksty                                 | Bicaco                                 | 80                                     |
| 1995                                   | Vilamoura                              | 42. Mistrzostwa Europy Teamów          | Open                                   | Turkey                                 | 16                                     |
| 1991                                   | Killarney                              | 40. Mistrzostwa Europy Teamów          | Open                                   | Turkey                                 | 14                                     |
| 1983                                   | Wiesbaden                              | 36. Mistrzostwa Europy Teamów          | Open                                   | Turkey                                 | 18                                     |

| Zawody europejskie. Konkurencja par | Zawody europejskie. Konkurencja par | Zawody europejskie. Konkurencja par | Zawody europejskie. Konkurencja par | Zawody europejskie. Konkurencja par | Zawody europejskie. Konkurencja par |
| Rok                                 | Miejsce                             | Zawody                              | Kategoria                           | Partner                             | Pozycja                             |
| ----------------------------------- | ----------------------------------- | ----------------------------------- | ----------------------------------- | ----------------------------------- | ----------------------------------- |
| 2005                                | Teneryfa                            | 2. Otwarte Mistrzostwa Europy       | Open                                | Eldad Ginnosar                      | 155                                 |
| 2003                                | Mentona                             | 1. Otwarte Mistrzostwa Europy       | Open                                | Adam Mesbur                         | 28                                  |
| 2003                                | Mentona                             | 1. Otwarte Mistrzostwa Europy       | Mikst                               | Cela Bicaco                         | 290                                 |

## Klasyfikacja
- Melih Özdil – klasyfikacja WBF (ang.)
- Melih Özdil – klasyfikacja EBL (ang.)